# 貝茲博格峰

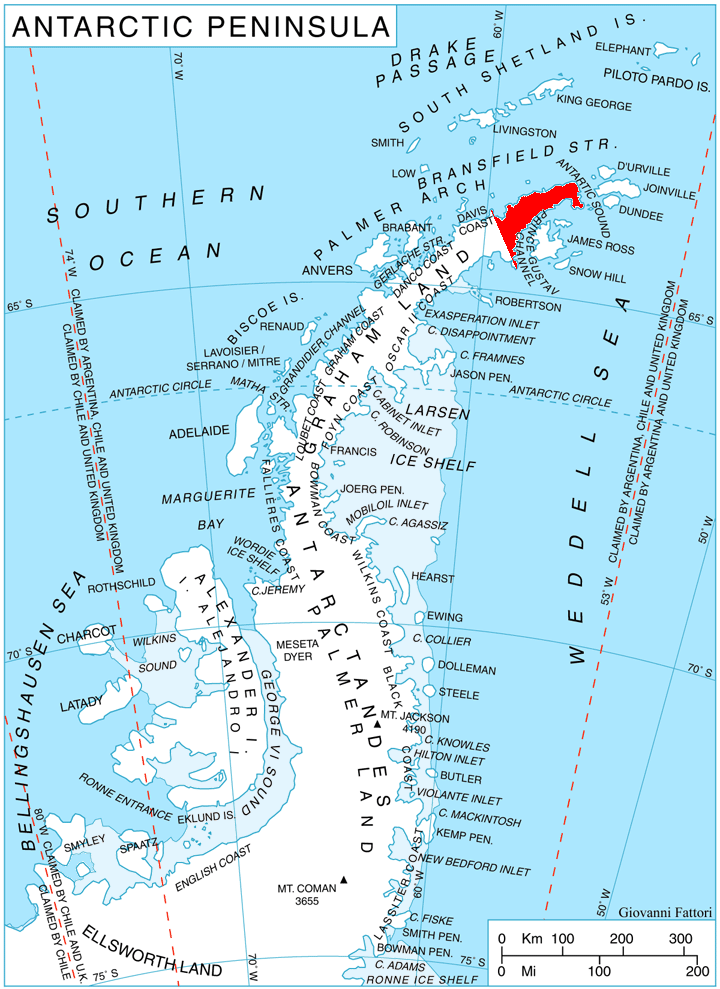

貝茲博格峰（英語：Bezbog Peak）是南極洲的山峰，位於葛拉漢地的特里尼蒂半島，處於里斯山西北面2.88公里、斯卡卡維察峰東北面1.29公里、斯科帕爾尼克海崖東南面6.89公里和博茲韋利峰西南面5.39公里，海拔高度950米，以保加利亞西南部的山峰命名。

## 外部連結
- Trinity Peninsula. Scale 1:250000 topographic map No. 5697. Institut für Angewandte Geodäsie and British Antarctic Survey, 1996.
- SCAR Composite Antarctic Gazetteer（页面存档备份，存于）.

63°48′35″S 58°34′08″W / 63.80972°S 58.56889°W